# Hermann Tancsics
Hermann Tancsics (* 7. April 1877 in Güssing; † 22. Februar 1940 ebenda) war ein österreichischer Politiker (SDAP). Tancsics war verheiratet und 1923 Abgeordneter zum Burgenländischen Landtag.
Tancsics wurde als Sohn des Hafners Josef Tancsics aus Güssing geboren. Er besuchte die Volksschule und die Berufsschule und war danach als Schuhmachermeister tätig. Tancsics engagierte sich für die Sozialdemokratische Arbeiterpartei und wurde am 30. Jänner 1923 als Abgeordneter im Burgenländischen Landtag angelobt. Tancsics rückte dabei für Viktor Pratl nach und vertrat die Sozialdemokratische Arbeiterpartei bis zum 13. November 1923 im Landtag.